# Années 1800 av. J.-C.
Les années 1800 av. J.-C. couvrent les années de 1809 av. J.-C. à 1800 av. J.-C.

## Évènements

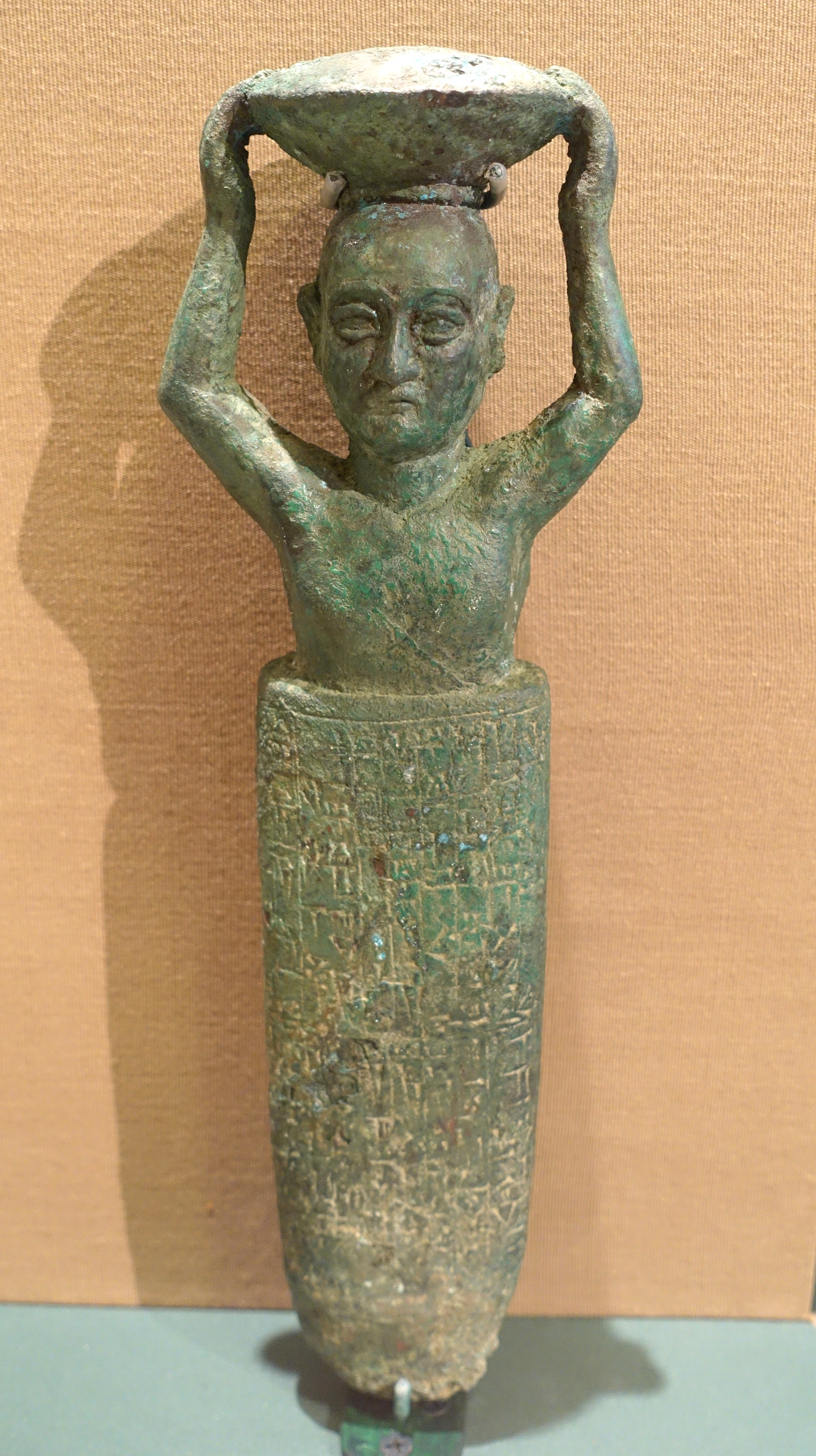
Figurine de fondation en bronze de l’époque du roi Rîm-Sîn, Institut oriental de Chicago

- 1810 av. J.-C. : début du règne de Naram-Sin, roi d’Eshnunna[1].
- 1809 av. J.-C.[2] : le roi Rîm-Sîn de Larsa doit combattre une coalition rassemblant Isin, Uruk, Babylone et les Sutéens, dirigée par le roi de Babylone Sin-muballit[1]. L’échec des coalisés n’est pas suivi d’un désastre et Sîn-Muballit consacre dès lors ses forces à fortifier ses cités.
- 1802 av. J.-C.[2] : le roi Rîm-Sîn de Larsa conquiert Uruk[3].
- Vers 1800 av. J.-C. :
  - Tell Harmal/Shaduppum, petite cité de Babylonie, enfermée dans ses murailles, apparaît comme un centre administratif local dépendant du royaume d’Eshnunna. Ses dimensions restreintes, qui laissent reconnaître une ville neuve, abritent cependant un temple double, plusieurs petits sanctuaires, un bâtiment administratif où résidait le représentant du roi et des quartiers d’habitation. Seul le centre économique n’a pu être localisé avec certitude, mais peut-être devait-il n’avoir que peu d’importance puisque la fonction principale était administrative[4].
  - Premières mentions des Kassites en Mésopotamie[1].
  - Des immigrants sémites de Canaan, connus sous le nom de Hyksôs commencent à s'établir dans le delta du Nil[5].
- Dans les Andes, premiers vestiges de la phase pré-céramique de Kotosh-Mito.